# Moerkerke
Moerkerke is een dorpje in de Belgische provincie West-Vlaanderen en een deelgemeente van de stad Damme. In de middeleeuwen was dit een levendig dorpje bestaande uit vooral handelaars. 

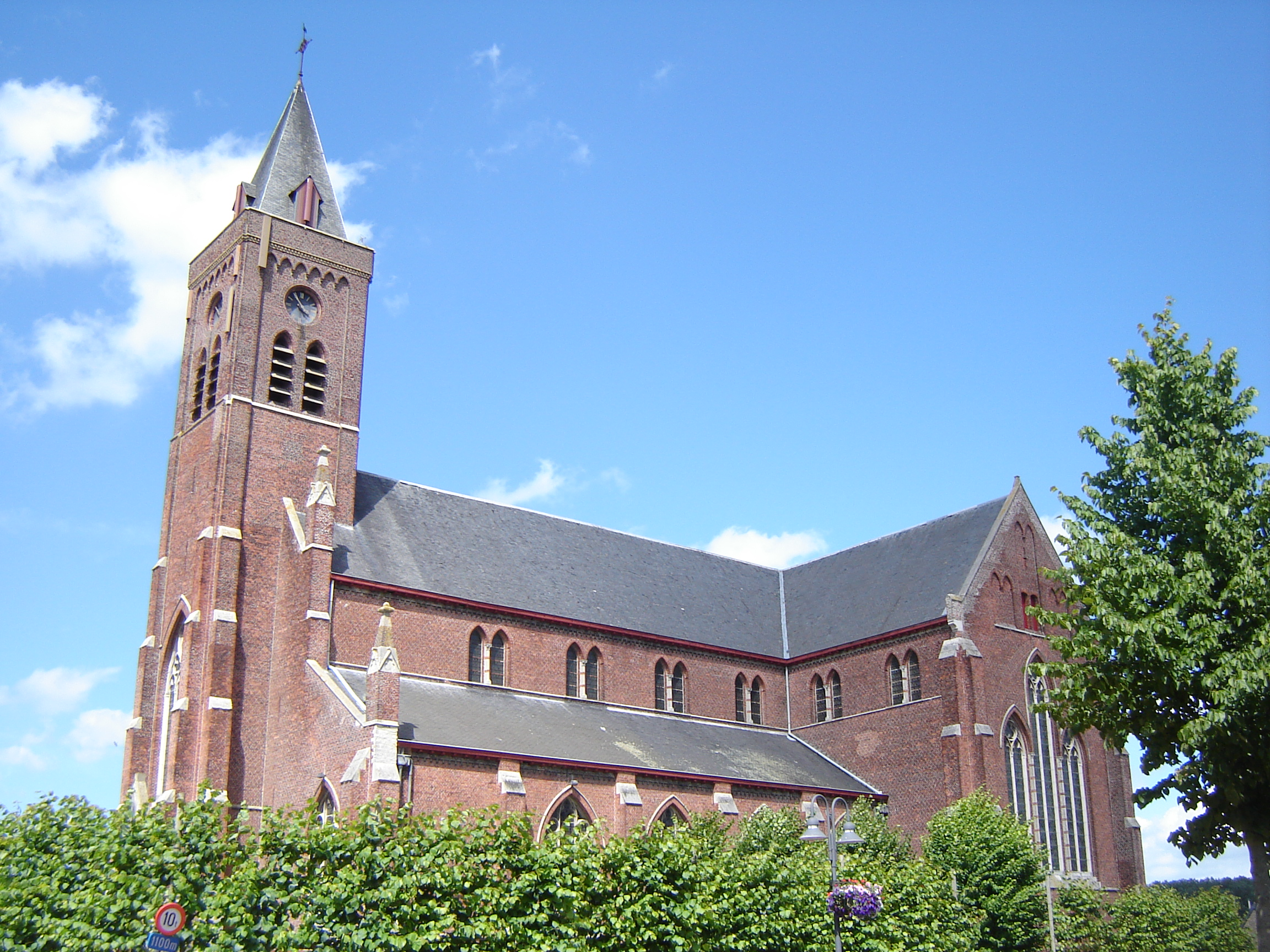
Sint-Dionysiuskerk

In het oosten van de deelgemeente ligt nog het dorp Den Hoorn of Sint-Rita. Verder liggen op het grondgebied nog kleinere gehuchtjes, zoals Scheewege.

## Etymologie
Moerkerke werd het eerst vermeld in het jaar 1110 als Murkerka. De naam Moerkerke komt van kerk in een 'moer', dit is een veenontginning. Het rechtlijnig stratenpatroon zou ontstaan zijn door de systematische ontginning van veen om te drogen tot turf, een gegeerde brandstof.

## Geschiedenis
Moerkerke ontstond begin 12e eeuw en had een kapel die afhankelijk was van de parochie van Oostkerke. Ook zou er een donjon zijn geweest die zetel was van de plaatselijke heer, het latere Kasteel van Moerkerke. Tussen 1134 en 1160 was de omgeving van Moerkerke grotendeels overstroomd door het Zwin. Einde 12e eeuw werd het zuidelijk deel van Moerkerke ingedijkt door Branddijk en Damweg, en ontstond de Waterpolder. Omstreeks 1228 werd het gebied ten noorden van genoemde dijk aan de zeearm onttrokken en ontstond de Maldegemse Polder. In 1234 werd Moerkerke al vermeld als zelfstandige parochie.
Naast de zetel van de heren van Moerkerke was er nog het Hof van Altena, een Brugs leen. Ook kende men twee kloosters: de Abdij van Zoetendale (op het grondgebied van Middelburg) en het Sareptaklooster. Tijdens de godsdienstoorlogen (einde 16e eeuw) werden deze kloosters verlaten.
De botanische tuin van Karel van Sint-Omaars was midden 16e eeuw bij botanici uit in heel Europa gekend.
Naast de landbouw waren er windmolens en werden er bakstenen vervaardigd.
Omstreeks 1845 vestigden zich de zusters Maricolen in Moerkerke. Zij verzorgden het onderwijs voor meisjes. In 1843 respectievelijk 1854 werden het Leopoldkanaal en het Schipdonkkanaal gegraven op het grondgebied van Moerkerke. Deze kanalen lopen hier parallel.
Zowel tijdens de Eerste Wereldoorlog als -vooral- tijdens de Tweede Wereldoorlog werd veel schade aangericht. Op 13 en 14 september 1944 vond de Slag bij 't Molentje plaats tussen Canadezen en Duitsers. Het lukte de Canadezen toen niet om het Leopoldkanaal over te steken, zodat Moerkerke geruime tijd in de frontlinie kwam te liggen. Er werden veel vernielingen aangericht. Uit de Eerste Wereldoorlog (Hollandstelling) en de Tweede Wereldoorlog zijn nog enkele bunkers aanwezig.

## Bezienswaardigheden
- De Sint-Dionysiuskerk was oorspronkelijk geen kerk maar een kapel. De oorspronkelijke kerk werd verwoest in het jaar 1600 maar werd 50 jaar later heropgebouwd. De kerk die er nu nog altijd staat is gebouwd in het jaar 1870 en is opgedragen aan Sint-Dionysius. Deze kerk werd stevig onder vuur genomen op 12 september 1944 tijdens de Tweede Wereldoorlog. De toren van de kerk werd door 9 Duitse granaten afgeschoten. Deze granaten kwamen van artilleriegeschut dat zich aan de andere kant van de vaarten bevond. Na de oorlog werd de toren heropgebouwd. Sindsdien is hij een zevental meter lager en iets anders van vorm dan de oorspronkelijke toren.
- Het Kasteel van Moerkerke werd recent gerestaureerd. Het is niet het enige kasteel in de streek rond Moerkerke: ook in Sijsele en in Vivenkapelle staan kastelen.
- Het Kasteel Altena
- De Sareptakapel van 1923

## Natuur en landschap
Moerkerke ligt in het West-Vlaamse poldergebied op een hoogte van ruim 2 meter. De kom ligt tegen het Schipdonkkanaal aan, waaraan parallel ook het Leopoldkanaal loopt. Verder verliep hier de Lieve, waar de waterloop Zuid-over de Lieve geleed aan herinnert. Ook de Hoge Watering en het Schipdonkkanaal volgen deels het tracé van de voormalige Lieve.

## Trivia
Moerkerke is bekend van de documentaire 'De Vlaamse Po(t)polders' die er is opgenomen in het jaar 1995. Het speelt zich af in de vroege middeleeuwen en gaat over de strijd tussen de adel en de gewone man. Enkele edellieden proberen de macht te grijpen over Moerkerke en omstreken, maar ze worden belemmerd door een massale opstand van het plebs. Een hoofdrol was in deze reeks weggelegd voor wijlen Paul De Wispelaere.

## Sport

### Clubs
In het Moerkerkse voetbal zijn 2 clubs actief:
- KFC Moerkerke
- Jong Moerkerke

### Evenementen
Elk jaar gaat in Moerkerke de wielerwedstrijd 'De Guido Reybrouck Classic' door. De Guido Reybrouck Classic is een interclubwedstrijd die georganiseerd wordt door wielerclub 'de Vredespurters'. In het verleden deden ook wielrenners als Eddy Merckx en Johan Museeuw mee aan de wedstrijd.

### Jeugdbeweging
Chiro St.-Rita is een jeugdbeweging voor meisjes.

## Bekende (ex-)inwoners
- Karel van Sint-Omaars (1533-1569), plantkundige en humanist
- Guido Reybrouck (1941), wielrenner
- Ricky Begeyn (1976), voetballer

## Nabijgelegen kernen
Sint-Rita, Vivenkapelle, Donk, Lapscheure, Oostkerke